# Kontejner
Kontejner (engl. container, od contain što dolazi od franc. contenir što dolazi od lat. contenire: držati zajedno) je prenosivi spremnik normiranih izmjera koji služi za ukrcaj, prijevoz i skladištenje robe na putu od proizvođača do odredišta. Najčešće se izrađuje od čelika, rjeđe i od aluminija, stakloplastike ili ukočenoga drva, a vršni okovi kontejnera, koji omogućuju zahvat dizalicama, redovito su čelični. Prema namjeni se razlikuju: 
- standardni suhi kontejner s čvrstim, vodonepropusnim stijenkama te s vratima, kakav se najčešće primjenjuje u pomorskom i kopnenom prometu;
- ventilirani ili hlađeni suhi kontejner s izoliranim stijenkama i malim uređajem za grijanje i klimatizaciju, ili pak s rashladnom jedinicom za održavanje smrznute robe na odgovarajućoj temperaturi;
- otvoreni kontejner s platnenim pokrovom za glomazni teret;
- kontejner cisterna s kuglastim ili valjkastim spremnicima u metalnom okviru;
- kontejner za sipki teret s presvlakom od plastike koja se lako čisti;
- kontejner za ribu s uređajima za pročišćivanje i za regulaciju temperature vode,
- kontejner za zračni prijevoz izrađen od lakih slitina, i tako dalje.

Iako su kontejneri bili poznati i prije, u suvremenom su se smislu počeli koristiti za opskrbu američkih vojnih postrojbi u Drugom svjetskom ratu. Prvi brod natovaren isključivo kontejnerima preplovio je Atlantski ocean 1966., pa se ta godina smatra početkom prekomorskoga kontejnerskoga prometa. Danas se roba u kontejnerima jednostavno i brzo dizalicama utovaruje, istovaruje ili pretovaruje s jednih na druga automobilska, vagonska ili druga vozna postolja, na brodove i ostala prijevozna sredstva, pa je kontejner osnova suvremenoga, integralnoga (multimodalnog) prijevoza. Prekrcaj se obavlja u dobro opremljenim kontejnerskim terminalima, u kojima se u svega nekoliko sati može na primjer ukrcati ili iskrcati cjelokupan teret kontejnerskoga broda. Zahvaljujući normiranim izmjerama (zasnivaju se na stopi kao osnovnoj jedinici duljine), kontejneri se mogu pravilno slagati jedan na drugi ili uz drugi, čime se skladišne površine dobro iskorištavaju. Zbog svojih prijevoznih svojstava, smanjenja mogućnosti oštećenja ili krađe robe, ušteda u ambalaži i tako dalje, unatoč povećanomu početnom ulaganju, primjena kontejnera isplativa je pa danas sve više raste.

## Kontejneri izmjere prema ISO normama
| Oznaka prema ISO * | Uobičajeni naziv      | Vanjske izmjere      | Vanjske izmjere | Vanjske izmjere | Najmanje unutarnje izmjere | Najmanje unutarnje izmjere | Najmanje unutarnje izmjere | Masa s teretom           |
| Oznaka prema ISO * | Uobičajeni naziv      | Duljina              | Visina          | Širina          | Duljina                    | Visina                     | Širina                     | Masa s teretom           |
| --- | --------------------- | -------------------- | --------------- | --------------- | -------------------------- | -------------------------- | -------------------------- | ------------------------ |
| 1EEE ** | 45 stopa visoka kocka | 13,716 m / 45' 0"    | 2,896 m / 9' 6" | 2,438 m / 8' 0" | 13,542 m (44' 5.15")       | 2,655 m (8' 8.5")          | 2,330 m (7' 7.73")         | 30480 kg / 67200 lbs     |
| 1EE ** | 45 stopa standard     | 13,716 m / 45' 0"    | 2,591 m / 8' 6" | 2,438 m / 8' 0" | 13,542 m (44' 5.15")       | 2,350 m (7' 8.5")          | 2,330 m (7' 7.73")         | 30480 kg / 67200 lbs     |
| 1AAA | 40 stopa visoka kocka | 12,192 m / 40' 0"    | 2,896 m / 9' 6" | 2,438 m / 8' 0" | 11,998 m (39' 4.375")      | 2,655 m (8' 8.5")          | 2,330 m (7' 7.73")         | 30480 kg / 67200 lbs     |
| 1AA | 40 stopa standard     | 12,192 m / 40' 0"    | 2,591 m / 8' 6" | 2,438 m / 8' 0" | 11,998 m (39' 4.375")      | 2,350 m (7' 8.5")          | 2,330 m (7' 7.73")         | 30480 kg / 67200 lbs     |
| 1A | 40 stopa              | 12,192 m / 40' 0"    | 2,438 m / 8' 0" | 2,438 m / 8' 0" | 11,998 m (39' 4.375")      | 2,197 m (7' 2.5")          | 2,330 m (7' 7.73")         | 30480 kg / 67200 lbs     |
| 1BBB | 30 stopa visoka kocka | 9,125 m / 29' 11.25" | 2,896 m / 9' 6" | 2,438 m / 8' 0" | 8,931 m (29' 3.6")         | 2,655 m (8' 8.5")          | 2,330 m (7' 7.73")         | 30480 kg / 67200 lbs *** |
| 1BB | 30 stopa standard     | 9,125 m / 29' 11.25" | 2,591 m / 8' 6" | 2,438 m / 8' 0" | 8,931 m (29' 3.6")         | 2,350 m (7' 8.5")          | 2,330 m (7' 7.73")         | 30480 kg / 67200 lbs *** |
| 1B | 30 stopa              | 9,125 m / 29' 11.25" | 2,438 m / 8' 0" | 2,438 m / 8' 0" | 8,931 m (29' 3.6")         | 2,197 m (7' 2.5")          | 2,330 m (7' 7.73")         | 30480 kg / 67200 lbs *** |
| 1CC | 20 stopa standard     | 6,058 m / 19' 10.5"  | 2,591 m / 8' 6" | 2,438 m / 8' 0" | 5,867 m (19' 3")           | 2,350 m (7' 8.5")          | 2,330 m (7' 7.73")         | 30480 kg / 67200 lbs *** |
| 1C | 20 stopa              | 6,058 m / 19' 10.5"  | 2,438 m / 8' 0" | 2,438 m / 8' 0" | 5,867 m (19' 3")           | 2,197 m (7' 2.5")          | 2,330 m (7' 7.73")         | 30480 kg / 67200 lbs *** |
| 1D | 10 stopa              | 2,991 m / 9' 9.75"   | 2,438 m / 8' 0" | 2,438 m / 8' 0" | 2,802 m (9' 2.3")          | 2,197 m (7' 2.5")          | 2,330 m (7' 7.73")         | 10160 kg / 22400 lbs     |
| 1E **** | 6½ stopa              | 1,968 m / 6' 5.5"    | 2,438 m / 8' 0" | 2,438 m / 8' 0" |                            | 2,197 m (7' 2.5")          | 2,330 m (7' 7.73")         | 7110 kg / 15700 lbs      |
| 1F **** | 5 stopa               | 1,460 m / 4' 9.5"    | 2,438 m / 8' 0" | 2,438 m / 8' 0" |                            | 2,197 m (7' 2.5")          | 2,330 m (7' 7.73")         | 5080 kg / 11200 lbs      |
| * Standard također prepoznaje spremnike visine manje od 8 stopa, pod oznakama 1AX, 1BX, 1CX and 1DX, sa specifikacijama isto kao i ostali spremnici njihove duljine. |                       |                      |                 |                 |                            |                            |                            |                          |
| ** Standardima za izmjenu i dopune 2 iz 2005. dodani su četrdeset i pet stopa kontejneri. |                       |                      |                 |                 |                            |                            |                            |                          |
| *** Najveća dopuštena bruto masa od dvadeset i trideset stopa je ažurirana Izmjenom 1. iz 2005., Do tada je bio MGW za 20-stopa jedinice 24,000 kg / 52,900 lbs, i za 30 stopa jedinice 25,400 kg / 56,000 lbs. |                       |                      |                 |                 |                            |                            |                            |                          |
| **** Spremnici sa šest i pol stopa (tipovi 1E i 1F) nisu u trenutnom izdanju ISO 668 standarda, ali su bili standardizirani u prethodnim izdanjima, and are still manufactured. Takozvana širina ovih spremnika male veličine može se shvatiti kao njihova dužina, jer je to njihova najveća vodoravna izmjera, a vrata su im obično na kraćem kraju. |                       |                      |                 |                 |                            |                            |                            |                          |

## Vanjske poveznice
|  | Zajednički poslužitelj ima još gradiva o temi Kontejner |